# Hypnotized (film, 1912)
Hypnotized est un film muet américain réalisé par Otis Thayer et sorti en 1912.

## Fiche technique
- Titre : Hypnotized
- Réalisation : Otis Thayer
- Scénario : William Duncan
- Producteur : William Selig
- Société de production : Selig Polyscope Company
- Société de distribution : Selig Polyscope Company
- Pays d'origine :  France
- Langue : film muet avec les intertitres en anglais
- Format : Noir et blanc — 35 mm — 1,33:1 — Muet
- Genre : Comédie
- Dates de sortie : 
  -  États-Unis : 8 mars 1912

## Distribution
- William Duncan : l'éditeur
- Winifred Greenwood : sa secrétaire
- George L. Cox : Professeur Hardie
- William Stowell
- Mattie Fitzgerald
- W.D. Emerson
- Rex De Rosselli